# 光石介太郎
光石 介太郎（みついし かいたろう、1910年 6月9日 - 1984年2月20日）は、日本の小説家、推理作家。福岡県生まれ。『新青年』や『ぷろふいる』などの雑誌に発表した怪奇幻想ものの探偵小説で知られる。
本名は光石太郎（みついし たろう）。探偵作家としてのペンネームは、「光石介太郎」以外に、鶏山文作（とりやま ぶんさく）、雞山稲平（とりやま いなへい）がある。純文学を志してからは、青砥一二郎（あおと いちじろう）というペンネームも使用したが、晩年には光石介太郎名義を再び使用している。

## 経歴

### 生い立ち・探偵作家時代
1910年6月9日、福岡に生まれる。二卵性双生児であり、もう一人は女の子だった。父は鐘淵紡績（後のカネボウ）の取締役や南米拓殖株式会社の社長などを歴任した福原八郎 だが、介太郎は生まれてすぐに岡山に住む遠縁の光石家へ養子に出され、看護婦だった独身の養母のもとで育った。
介太郎が小学生の時に養母がなくなり、その後は親戚の間を転々とする。実父からの仕送りは介太郎本人には渡らず、困窮した生活を送った。旧制の福岡県小倉中学校を卒業。
1931年、大阪で暮らしていたときに、短編小説「十八号室の殺人」を書きあげ、当時まだ面識のなかった江戸川乱歩宛てに郵送する。これが当時の『新青年』編集長だった水谷準の手にわたり、同年の『新青年』11月号に掲載された。その後3年間小説は書かなかったが、1934年7月、東京への永住を決意して上京し、短編小説「霧の夜」を執筆。介太郎はこの作品も乱歩に見てもらおうとしたが、直接訪ねる勇気がなく、乱歩邸付近を何日にもわたって徘徊したのち、結局乱歩邸のポストに投げ込んだ。この作品は乱歩から称賛され、改稿を経たのち、『新青年』1935年1月号に掲載された。「十八号室の殺人」は本名の光石太郎名義で掲載されたが、「霧の夜」からは光石介太郎名義を使用した。その後も『新青年』には、鶏山文作名義の作品も含め、短編が何度か掲載されており、また『新青年』からは雑文の仕事なども請け負っている（中には、水谷準が考えた大谷主水という筆名で掲載されたものもある）。この時期には乱歩邸をしばしば訪れ、まわりからは乱歩の弟子のように見られていた。
『ぷろふいる』1935年2月号に「綺譚六三四一」が掲載されると、『ぷろふいる』でデビューした新人に声をかけて、YDN（ヤンガー・ディテクティブ・ノーベリスト）ペンサークルを結成。毎月1回、新宿の高級喫茶店ウェルテルの3階で会合を開いたが、噂を聞きつけて次第に集まる同人も多くなっていった。また会合の日以外でも、メンバーは介太郎のアパートを毎日のように訪れ、探偵小説談義を交わしていた。このサークルには平塚白銀、石沢十郎、中村美与、西嶋亮、金来成、中島親らが参加したが、メンバーの中で唯一『新青年』に作品が掲載されたことのある介太郎が、自然と中心人物となった。1935年7月号で結果が発表された『ぷろふいる』創刊2周年記念の特別懸賞募集では、入選した5人のうち4人がYDNペンサークルのメンバーであり（光石介太郎、平塚白銀、石沢十郎、金来成）、このころがYDNペンサークルの最も華やかだったころだと介太郎は述懐している。
このころには、『新青年』や『ぷろふいる』といった探偵雑誌以外にも、小栗虫太郎の紹介で『オール讀物』に短編小説「鳥人（リヒトホーフェン）誘拐」を発表したり、甲賀三郎の紹介で月刊誌『あけぼの』に短編小説をいくつか発表したりしている。また、『新青年』1939年4月号で探偵作家の文体模写の企画があったときには、水谷準の指名で介太郎が乱歩を担当し、乱歩の文体模写小説「類人鬼」を発表している。
このころ、乱歩から純文学の道に進むことを勧められ、世界の文学を耽読し、純文学への志を次第に固めていく。
上京後、介太郎は東京外国語学校ポルトガル語学科に入学したが、学費が払えなくなり中退。1937年、報知新聞社に入社。5年後に退社した。

### 純文学作家時代
1946年から1948年まで再度、報知新聞社で働いた。その後、介太郎は丹羽文雄の十五日会に出入りするようになる。原稿用紙200枚の小説『男の国』は丹羽文雄からよい評価を受け、鎌倉文庫から出してもらえることになった。しかし、困窮生活を送っていた介太郎が印税の前借りを川端康成邸に頼みに行ったところ、それが丹羽文雄に無断であったことから丹羽文雄の怒りに触れ、結局出版の話はなかったことになってしまう。『男の国』の原稿は、その後別の出版社にあずけているうちになくなってしまった。
1959年12月、青砥一二郎名義の「豊作の頓死」が『読売新聞』主催の第20回読売短編小説賞を受賞。つづいて、第22回（1960年2月）、第55回（1962年11月）の同賞も受賞。このころには『週刊読売』や推理雑誌『宝石』にも青砥一二郎名義で短編を発表している。この筆名の「青砥」は、介太郎が好きだった青砥藤綱に由来する。また同じころ、森下節が主宰する同人雑誌『短編小説』（1960年創刊、1962年11月発行の第12号より『藝文』に改題）の同人となり、同誌で作品を発表している。1962年、「石の柱」が新潮社の第9回同人雑誌賞の候補となる。1964年には「ある終戦日記」が第11回の同賞の候補となる。
1960年代半ばごろ、俳人の金子兜太の仲人で、かね夫人と結婚（かね夫人が金子兜太の孫弟子だった）。1965年に私淑していた乱歩が亡くなった際にも困窮生活が続いており、介太郎は乱歩の葬式に行くこともできなかった。
1974年、易学をテーマにした長編小説『山風蠱（さんぷうこ）』（構造社）を初の単行本として刊行。1975年には、探偵雑誌『幻影城』に「三番館の蒼蝿」を掲載し、久々に探偵小説界に復帰した。短編の掲載はそれきりだったが、その後も『幻影城』には探偵文壇にまつわる回想エッセイを寄稿した。
1973年から1977年まで地方文芸誌『土浦文学』に参加。1975年から1977年（11号から15号）までは編集も担当した。1977年には同誌に連載した『「龍騎兵」夜話』シリーズや読売短編小説賞受賞作を収録した作品集『「龍騎兵」傳摹（でんぼ）』（構造社）を刊行している。
晩年には、光石介太郎名義で地元の新聞『いはらき』（現・茨城新聞）に飼い犬の死に関するエッセイを連載したり、文芸講座を担当するなどしていた。またタウン誌『水戸』への寄稿も最後まで続けた。1984年2月20日、肝臓肥大のため死去。73歳。
1976年に鮎川哲也が怪奇探偵小説のアンソロジーを編んだ際に、介太郎の「霧の夜」を採ったことから、晩年の介太郎は鮎川哲也と文通や電話のやりとりなどをしていた。面会の計画もあったが、これは叶わなかった。また、介太郎は、同年生まれの探偵作家で『ぷろふいる』の編集長も務めた九鬼紫郎と若いころに仲違いしており、鮎川哲也の仲介で久々に両者を面会させる計画もあったが、鮎川哲也が病気で入院している間に介太郎が亡くなってしまい、これも実現しなかった。

## 人物
音楽が好きで、中学時代にはバイオリンやマンドリンなどの楽器をたしなんだ。同じく楽器好きだった水谷準に自作の曲の楽譜を贈ったこともあった。クラシック音楽が好きで、また釣り好きでもあり、晩年にはカメラに凝るなど、小説家としての文筆業にこだわる一方、趣味の多い人物でもあった。
ポストに封筒を入れるときの向きにこだわったりするなど、いろいろと神経質なところがある人物で、またケンカっぱやい人物だった。最後まで無名作家のままで終わったが、かね夫人は、「死ぬまで自分の好きなことをやり続けて、本当に幸せだったんじゃないでしょうか」と、介太郎について語っている。

## 著書
青砥一二郎名義。
- 『鞦韆（ぶらんこ） 青砥一二郎創作集』 （青砥一二郎後援会、1961年2月）
  - 豊作の頓死
  - 大頭（だいもんじゃ）の放火
  - 鞦韆（ぶらんこ）
- 『山風蠱（さんぷうこ）』 （構造社、1974年3月） - 長編小説
- 『「龍騎兵」傳摹（でんぼ）』 （構造社、1977年） - 地方文芸誌『土浦文学』に連載した『「龍騎兵」夜話』シリーズや読売短編小説賞受賞作を収録した作品集
- 『あのスロはもういない わが犬の死に寄せるエッセイ集』 （青砥一二郎、1988年10月）

アンソロジー収録
- 『読売短篇小説集 優秀作25篇』 （文苑社、1959年7月）
  - 読売短編小説賞の初期の最終候補作から優秀作を集めたアンソロジー。ただし介太郎の作品は本人が納得がいっていなかったことから新たに書き下ろした「ぶらんこ」（のちに漢字表記の「鞦韆」に改題）が収録されている。

## 新聞・雑誌掲載作品リスト
『新青年』掲載作品については山前譲編「「新青年」作者別作品リスト」（『幻の探偵雑誌10 「新青年」傑作選』（光文社文庫、2002年）巻末に収録）、『ぷろふいる』『探偵春秋』『シュピオ』『宝石』の掲載作については山前譲編『探偵雑誌目次総覧』（日外アソシエーツ、2009年）を参照した。

### 1945年以前の小説
- 『新青年』
  - 十八号室の殺人 （光石太郎、1931年11月号）
  - 霧の夜 （光石介太郎、1935年1月号） - 鮎川哲也編『怪奇探偵小説集2』（ハルキ文庫、1998年）に収録
  - 梟 （光石介太郎、1936年9月号）
  - 魂の貞操帯 （光石介太郎、1938年4月号）
  - 基督を盗め （鶏山文作、1939年3月号）
  - 類人鬼 （鶏山文作、1939年4月号） - 江戸川乱歩の文体模写小説
  - 秘めた写真 （鶏山文作、1939年8月号）
  - 遺書綺譚 （鶏山文作、1939年12月号）
- 『ぷろふいる』
  - 綺譚六三四一 （光石介太郎、1935年2月号） - ミステリー文学資料館編『探偵小説の風景 トラフィック・コレクション 下』（光文社文庫、2009年）に収録
  - 空間心中の顚末 （光石介太郎、1935年9月号） - 鮎川哲也・島田荘司編『ミステリーの愉しみ3 パズルの王国』（立風書房、1992年）に収録
- 『探偵春秋』
  - 皿山の異人屋敷 （光石介太郎、1937年1月号） - ミステリー文学資料館編『幻の探偵雑誌4 「探偵春秋」傑作選』（光文社文庫、2001年）に収録
- 『シュピオ』
  - 十字路へ来る男 （光石介太郎、1937年9月号）
- 『オール讀物』
  - 鳥人（リヒトホーフェン）誘拐 （鶏山文作、1939年1月号）

### 1945年以後の小説
- 『宝石』
  - 廃墟の山彦（エコオ） （雞山稲平、1949年4月号）
  - 船とこうのとり （青砥一二郎、1962年6月号）
- 『読売新聞』（青砥一二郎名義）
  - 豊作の頓死 （1959年12月20日朝刊） - 第20回読売短編小説賞 （吉田健一選）
  - 大頭（だいもんじゃ）の放火 （1960年2月21日朝刊） - 第22回読売短編小説賞 （河盛好蔵選）
  - 美しき哉 （1962年11月25日夕刊） - 第55回読売短編小説賞 （臼井吉見選）
- 『週刊読売』
  - 死体冷凍室 （青砥一二郎、1961年10月22日号（20巻43号））
  - あるチャタレー事件 （雞山稲平、1962年3月11日号（21巻10号））
- 『藝文』（青砥一二郎名義）
  - 小さい魚（スモール・フィッシュ） （12号、1962年11月）
  - 納豆記 （16号、1963年7月）
- 『新潮』（青砥一二郎名義）
  - 石の柱 ―チヨヌン・タンシヌル・サラン・ハムニダ― （1962年12月号） - 新潮社・第9回同人雑誌賞候補作
  - ある終戦日記 （1964年12月号） - 新潮社・第11回同人雑誌賞候補作
- 『土浦文学』（青砥一二郎名義）
  - 指 （9号、1973年11月）
  - ムーン・カーフ （10号、1974年9月）
  - 北の哀愁 （11号、1975年9月）
  - 聖・バプテスマの家 ―誇り高き男の物語― （12号、1976年2月）
  - 金歩揺（きんぽよう） ―「龍騎兵」夜話― その一 （13号、1976年5月）
  - なまめけり ―「龍騎兵」夜話― その二 （14号、1976年11月）
  - Der Dragoner ―「龍騎兵」夜話― その三 （15号、1977年5月）
- 『幻影城』
  - 三番館の蒼蝿 （光石介太郎、1975年9月号） - 『甦る「幻影城」II』（角川書店、1997年）に収録

### エッセイ
- 『藝文』（青砥一二郎名義）
  - 女の怕さ （13号、1963年1月）
  - 空と漠 （20号、1964年3月）
  - 媒酌人 （21号、1964年5月）
- 『土浦文学』（青砥一二郎名義）
  - 文芸雑話（一） メモランダムから （13号、1976年5月）
  - 文芸雑話（二） 『以前』と『パターン』  （14号、1976年11月）
- 『幻影城』（光石介太郎名義）
  - YDN（ヤンガー・ディテクティブ・ノーベリスト）ペンサークルの頃 （1975年7月増刊号）
  - 靴の裏――若き日の交友懺悔 （1976年2月号）
  - 名軍師と名将たち （1979年7月号）